# سعاد الشامسي
سعاد الشامسي هي أول مهندسة طيران إماراتية ومستشارة فنية، تعمل منذ 2016 مديرة برامج أولى في شركة الاتحاد للطيران الإماراتية، ومهندسة في شركة طيران الإمارات والرئيسة التنفيذية لشركة (L2 consulting).

## مسارها المهني والعلمي
بدأت قصة سعاد الشامسي من ورشة لإصلاح السيارات قابل أن تحظى بتعاطف أحد الأشخاص شخص الذي قرر مساعدتها على الاتصال باللشيخ محمد بن راشد آل مكتوم لتتم بعذ ذلك المناداة عليها من طرف برنامج "برنامج إعداد القادة " لإخبارها بأنها ستسافر إلى المملكة المتحدة لتدرس التخصص الذي كان حلمها منذ الصغر، بعدها سيبدأ مشوار سعاد الشامسي مع الطائرة وما يتعلق بها، حيث حصلت من جامعة كوفنتري على درجة البكالوريوس في إدارة هندسة الطيران إلى جانب دبلوم عالي في هندسة الطيران من جامعة هارتفوردشاير في المملكة المتحدة. وحصلت أيضا على درجة الماجستير في إدارة الطيران من المملكة المتحدة، ودرجة الدكتوراه من الأكاديمية الأمريكية للدراسات المتخصصة في ذات التخصص. تلقت تكوينات مكثفة في شركات طيران عالمية كشركة إيرباص وميسير بوغاتي وهانيوييل وبوينغ.
تتحدث سعاد عن الدعم الحكومي الذي تلقته فتقول: "عندما أردت التخصّص في قطاع الطيران، وتحديداً في هندسة الطيران، لم يكن هذا المجال موجوداً في الإمارات، ولذلك قررت مراسلة الشيخ محمد شخصياً وأطلعته على رغبتي في دراسة هندسة الطيران. وأذكر أنني أخبرته في العام 2000، يوم أردت التخصّص في الطيران، أن حلمي قد يكون مستحيلاً، لكن جوابه لي يومها كان: "ما من مستحيل في دولة الإمارات". وبعد أيام قليلة، تواصلوا معي من برنامج إعداد القادة في دبي وأخبروني أنه تم قبولي للسفر إلى بريطانيا على حساب سمو الأمير لدراسة هندسة الطيران. هذا من دون شك وسام على صدري سأفتخر به مدى الحياة".
وتابعت: "وقبيل سفري إلى بريطانيا، قال لي الشيخ محمد: "تذكّري أنك ابنة الإمارات. نحن عندما ننجح ونصل إلى مناصب عالية، فإننا نرفع اسم دولة الإمارات". أكرر أن دعم سمو الأمير هو شرف كبير لي ووسام على صدري، واستطعت رفع اسم الإمارات في العالم. وها أنا أمثّل المرأة الإماراتية وأشارك مثلاً في منتدى المواطن العالمي، الذي يضم ممثلين من مختلف دول العالم. هذا من دون شك شرف كبير لنا".
وأما عن دعم أسرتها لها تقول: "لولا دعم الأسرة لما استطعت النجاح وتحقيق ما أصبو إليه. لا شك في أن دعم الأسرة يبقى أساسياً لأي نجاح، لأن النجاح في الأسرة هو نجاح في العمل، والنجاح في العمل هو نجاح في الأسرة. لقد كان دعم والدتي وإخوتي وأخواتي أكبر حافز لي لتحقيق أهدافي والنجاح، إضافةً طبعاً إلى دعم زملاء العمل ومساندتهم لي لكي أصل إلى ما أصبو إليه. هذا يؤكد مرة جديدة أن المرأة تستطيع النجاح في أي مجال تريده، في حال حصلت على الدعم اللازم، حتى لو كان المجال غريباً نوعاً ما، مثل مجال الطيران الذي كان حكراً على الرجال".

## المجال الأدبي والفني
إلى جانب شغفها بعالم الطيران، تهتم سعاد الشامسي بالكتابة، هي صدرت لها روايتان بعنوان؛ "زهرة السوسن" و"أمنيتي أن أقتل رجلا"، اللتان اعتبرتا ضمن الكتب الأكثر مبيعا في معرض الشارقة للكتاب سنة 2018، كما لها عدة روايات أخرى.
وهي تقول عن ذلك: "الكتابة الأدبية هي هوايتي التي أهرب إليها من الواقع إلى عالم الخيال وسحره، فعملي وهوايتي محوران أساسيان في حياتي كلٌ منهما يكمّل الآخر. وكتاباتي بمعظمها روايات تتحدث عن قضايا مجتمعية تلامس المرأة والرجل، وأحب إيصال آرائي ورسائل معينة من خلال كتاباتي بهدف المساهمة في عرض تلك القضايا والتكلم عنها بعيداً من الخيال والحب والغرام".

## جوائز
حازت سعاد الشامسي على عدة جوائز أهمها جائزة «شي بيزنس العالمية» والتي تم تنظيمها بمناسبة اليوم العالمي للمرأة 2021 والتي تهدف إلى مكافأة وتشجيع االنساء العاملات والرائدات في ميدان الأعمال التجارية في الإمارات. صنفت ضمن النساء المبدعات في الإمارات من طرف الشيخة شمسة آل مكتوم. تم تكريمها كذلك من طرف الشيخ أحمد بن سعيد آل مكتوم برسالة شكر. كما نالت درع المرأة الإماراتية المتميزة في أبو ظبي، وكرمتها شخصيات حكومية مرموقة داخل الإمارات وخارجها. أمَّا علَى المستوى العالميّ فقد كانت سعاد الشامسي أولَ عربيةٍ تُكرَّم في مجال الطيران بجائزة عالم الاختلاف من التحالف الدوليّ لتمكين المرأة في أستراليا، كما كُرِّمت في “مبدعين حول العالم”، وحصلت العام الماضي علَى لقب المهندسة الحديدية من مؤسسة الإنجازات والإبداعات العربية. وحازت  وسام رئيس مجلس وزراء دولة الإمارات الشيخ محمد بن راشد آل مكتوم في المجال الفني والتقني للأداء الحكومي المتميز في دورتها الخامسة في قصر الإمارات بمدينة أبوظبي سنة 2019. كما حصلت على دكتوراه فخرية من الأكاديمية الأميركية للدراسات المتخصصة في مصر تقديرًا لجهودها في تمكين المرأة في قطاع الطيران عامة وهندسة الطيران خاصة، كما حظيت سنة 2022 بشرف عضوية لجنة التحكيم لجوائز "جيمس دايسون" في الشرق الأوسط.